# Stanisław Laber
Stanisław Laber (ur. 1 stycznia 1941 w Kromołowie, zm. 17 lutego 2016) – polski profesor nauk technicznych, dr hab. inż.

## Życiorys
Odbył studia w zakresie mechaniki i budowy maszyn na Wydziale Budowy Maszyn Politechniki Częstochowskiej. Od 1973 brał czynny udział w pracach Sekcji Podstaw Eksploatacji Komitetu Budowy Maszyn Polskiej Akademii Nauk. W 1973 uzyskał doktorat dzięki pracy pt. Badania wpływu kulkowania udarowego na niektóre własności warstwy wierzchniej żeliwa Żl 25+Cu, a 18 grudnia 1987 habilitację na podstawie rozprawy zatytułowanej Analiza współzależności pomiędzy stanem  warstwy wierzchniej a właściwościami użytkowymi żeliwnych elementów maszyn obrabianych nagniataniem. 31 lipca 2015 otrzymał tytuł naukowy profesora nauk technicznych.
Był organizatorem naukowych obozów dla studentów.

## Odznaczenia
- 1986: Złoty Krzyż Zasługi[1]
- nagroda Rektora (wielokrotnie)[1]
- Złota Odznaka Związku Nauczycielstwa Polskiego[1]